# Temburongiinae
Temburongiinae, je podtribus jednosupnica iz porodica trava (Poaceae), dio tribusa Bambuseae. Postoje dva roda sa ukupno 5 vrsta.

## Rodovi
1. Fimbribambusa Widjaja (4 spp.)
2. Temburongia S. Dransf. & Wong (1 sp.)